# Tom Clancy's Ghost Recon (computerspelserie)
Tom Clancy's Ghost Recon (ook wel gewoon Ghost Recon genoemd) is een tactisch schietspellenreeks ontwikkeld door dochterondernemingen van Ubisoft.

## Spellen
| Jaar | Titel                                          | Jaar waarin het spel plaatsvindt | Uitgebracht voor                                   |
| ---- | ---------------------------------------------- | -------------------------------- | -------------------------------------------------- |
| 2001 | Tom Clancy's Ghost Recon                       | 2008                             | Pc, Mac, Xbox, PS2, GameCube, N-Gage               |
| 2003 | Tom Clancy's Ghost Recon: Desert Siege         | 2009                             | Pc, Mac                                            |
| 2003 | Tom Clancy's Ghost Recon: Island Thunder       | 2010                             | Pc, Xbox                                           |
| 2004 | Tom Clancy's Ghost Recon: Jungle Storm         | 2010                             | PS2, N-Gage, Mobile                                |
| 2004 | Tom Clancy's Ghost Recon 2                     | 2007, 2011                       | Xbox, PS2, GameCube                                |
| 2005 | Tom Clancy's Ghost Recon 2: Summit Strike      | 2012                             | Xbox                                               |
| 2006 | Tom Clancy's Ghost Recon Advanced Warfighter   | 2014                             | Xbox 360, Xbox, PS2, pc                            |
| 2007 | Tom Clancy's Ghost Recon Advanced Warfighter 2 | 2014                             | Xbox 360, PlayStation 3, PSP, pc, mobiele telefoon |
| 2010 | Tom Clancy's Ghost Recon Predator              |                                  | PSP                                                |
| 2011 | Tom Clancy's Ghost Recon: Shadow Wars          |                                  | Nintendo 3DS                                       |
| 2012 | Tom Clancy's Ghost Recon: Future Soldier       | 2025                             | Xbox 360, PlayStation 3, pc                        |
| 2012 | Tom Clancy's Ghost Recon Online                |                                  | Pc, Wii U                                          |
| 2017 | Tom Clancy's Ghost Recon Wildlands             | 2019                             | Pc, PlayStation 4, Xbox One, Stadia                |
| 2019 | Tom Clancy's Ghost Recon Breakpoint            |                                  | Pc, PlayStation 4, Xbox One, Stadia                |

## Multiplayer
De spellen in de Ghost Recon-serie bevatten naast de singleplayer-modus ook een multiplayer. Hierin kunnen spelers in groepen tegen elkaar vechten.